# Ö.K.Ö.L.
Az Ö.K.Ö.L. (eredeti cím: F.I.S.T.) 1978-ban bemutatott amerikai filmdráma, melyet Joe Eszterhas és Sylvester Stallone forgatókönyve alapján Norman Jewison rendezett.
A főszerepben Sylvester Stallone látható. A clevelandi raktári munkás Johnny Kovakot alakítja, aki egy szakszervezet vezetésében lesz érdekelt.

## Cselekmény
A film a harmincas évek Amerikájában játszódik, abban az időben, amikor a szakszervezeti mozgalmak éppen népszerűek kezdtek lenni. Johnny Kovak (Sylvester Stallone), aki kamionsofőrként keresi a kenyerét, sem tudja elkerülni, hogy belekevonják a dolgozók, a munkáltatók, a szakszervezet és a maffia ügyeibe.